# Флавий Филип (консул 408 г.)
Вижте пояснителната страница за други личности с името Флавий Филип.
Флавий Филип (на латински: Flavius Philippus) е политик на Римската империя през 5 век.
Вероятно е роднина с Флавий Филип (консул 348 г.). През 408 г. Филип e консул заедно с Аниций Авхений Бас.